# Mahmoud Abul Leil Rashid
Mahmoud Abul Leil Rashid (* 24. September 1935; † 2011) war ein ägyptischer Jurist und Politiker.

## Leben
Mahmoud Abul Leil Rashid war Präsident des Gerichtshofes in Gizeh und am Berufungsgericht in Kairo. Anschließend wurde er Stellvertreter des Generalstaatsanwaltes. In seiner Zeit als Gouverneur wurden Mikrokreditprojekte durchgeführt. Er ist verheiratet und hat zwei Töchter und einen Sohn.
Im ersten Kabinett Nazif war er Justizminister.